# St-Julien-le-Pauvre (Paris)

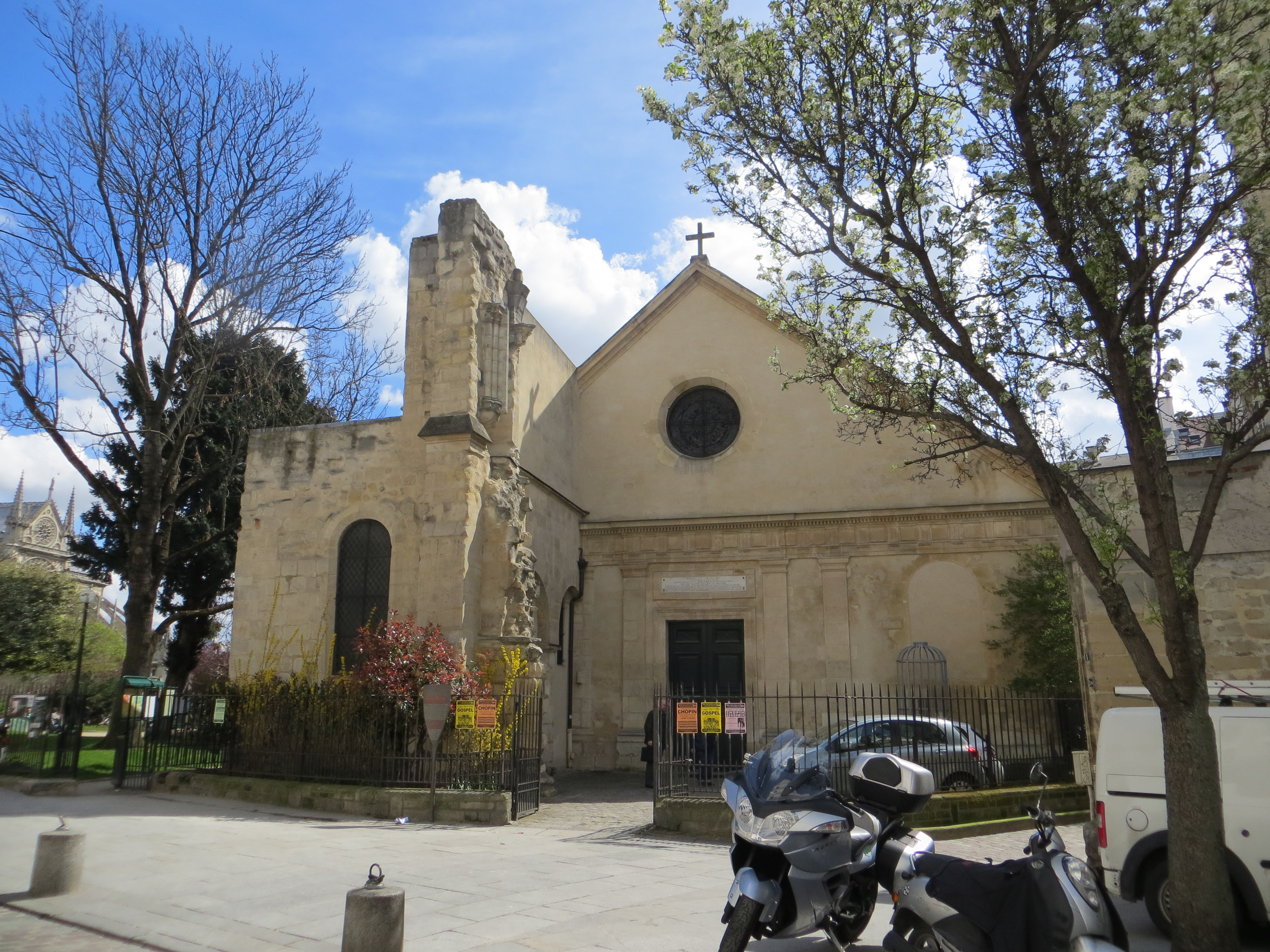
Saint-Julien-le-Pauvre – Fassade von 1651 und vordere Joche des Nordseitenschiffs

Saint-Julien-le-Pauvre wirkt zwar romanisch kompakt, aber die meisten mittelalterlichen Details sind schon gotisch, nicht verwunderlich, da diese Pariser Kirche gleichzeitig mit der großen gotischen Kathedrale Notre-Dame errichtet wurde. Die Zusatzbezeichnung le-Pauvre (franz.: „der Arme“) weist darauf hin, dass sie sich von der Kathedrale weniger durch den Zeitstil als durch die Preisklasse unterscheidet. Sie steht im Zentrum der Stadt an der Rive Gauche gegenüber Notre-Dame.

## Geschichte

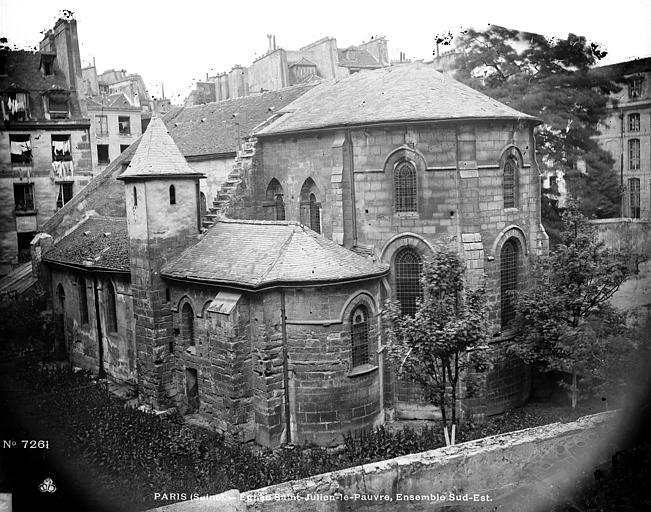
Chor und Südkapelle vor 1926

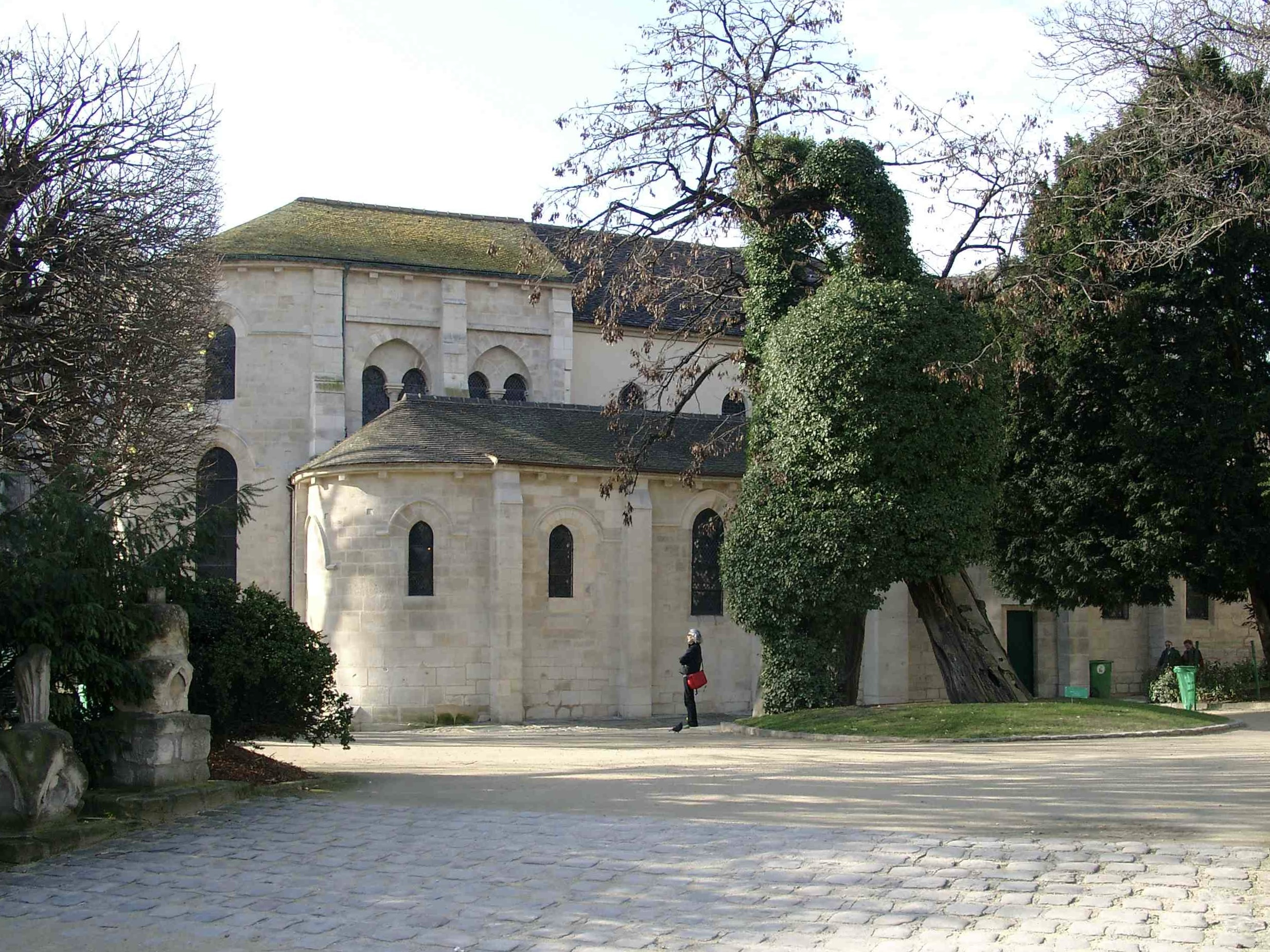
Chor und Nordkapelle

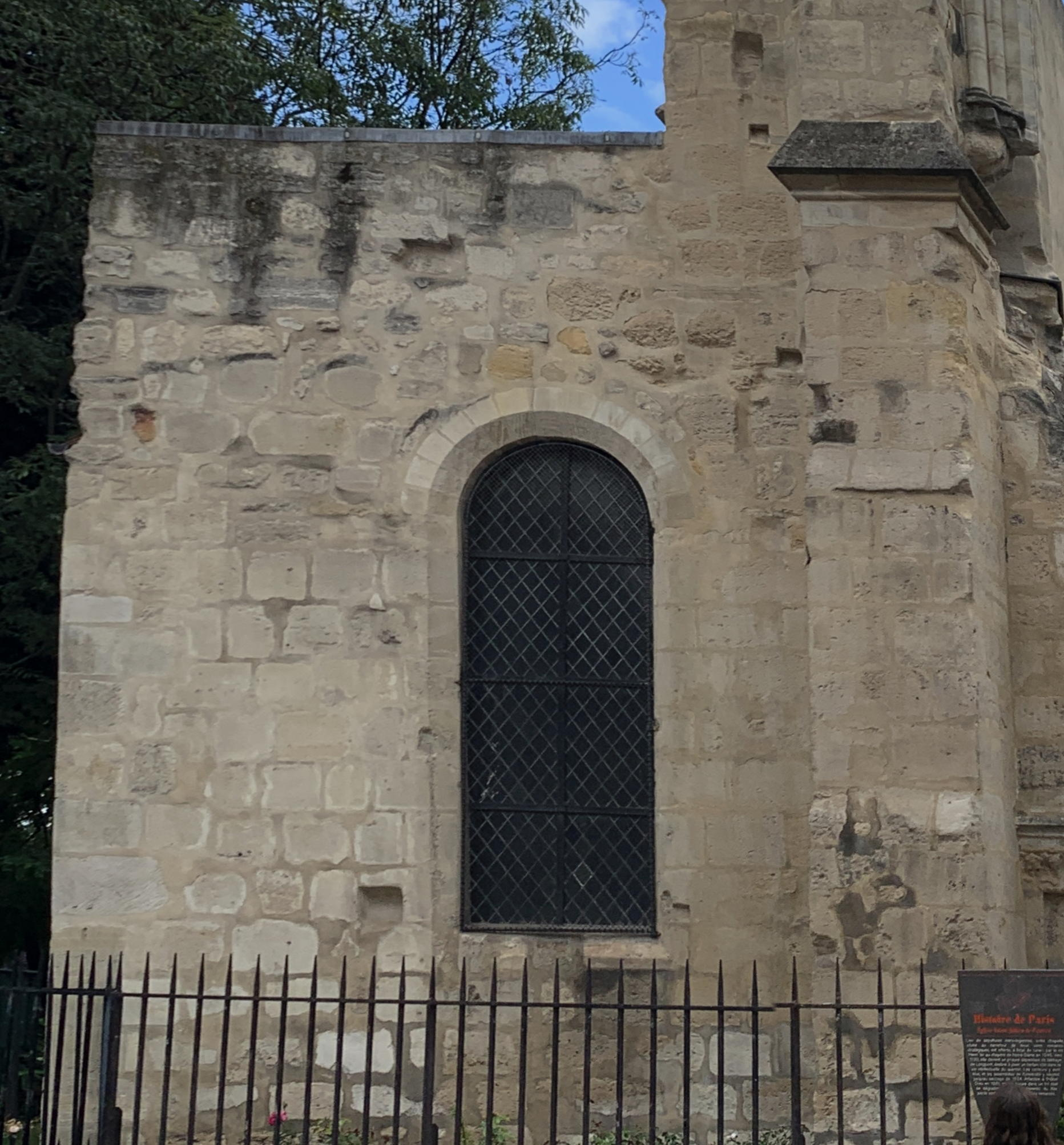
Westfenster des Nordschiffs mit erneuertem Bogen

An der Kirche trafen zwei strategisch wichtige Römerstraßen zusammen: die Rue Saint-Jacques als Teil des Cardo und die Rue Galande, der vermutliche Beginn der Straße nach Burgund. Die Saint-Julien wurde im 6. Jahrhundert als ein Julianus Hospitator gewidmetes Hospiz mit Kapelle gegründet; bereits im Jahr 582 wird sie von Gregor von Tours erwähnt. Zur Zeit der Merowinger wurde sie als Begräbniskapelle genutzt.
Bei dem Normannen-Überfall 886 wurde Saint-Julien zerstört. König Heinrich I. schenkte sie 1045 – noch in Ruinen – dem Domkapitel von Notre-Dame, das sie um 1120 an die Abtei Longpont weitergab. Die Mönche von Longpont richteten hier ein Priorat ein und stellten das Gebäude zwischen 1170 und 1225 wieder her.
In der Folgezeit spielte Saint-Julien-le-Pauvre eine wichtige Rolle im intellektuellen Leben des Quartier Latin. Hier wurden die Rektoren der Sorbonne gewählt, und bis zur Plünderung von 1524 fanden hier die Versammlungen der Universität statt.
1651 wurde die Kirche dem Hôtel-Dieu zugewiesen. Die Kirche war zu dieser Zeit in einem derart schlechten Zustand, dass sie teilweise abgerissen und umgebaut wurde. Während der Französischen Revolution wurde die Kirche als Salzlager genutzt, 1826 wieder dem Gottesdienst geweiht. Seit 1889 finden hier Messen nach dem griechisch-katholischen Ritus statt. Dementsprechend wurde 1901 wurde eine Ikonostase eingebaut, die den Chor vom Schiff trennt.

## Baubeschreibung
Die Kirche ist eine dreischiffige Basilika (Bautyp) mit Staffelchor, aber ohne Querhaus.
Im heutigen Zustand bildet sie ein kompliziertes Konglomerat aus Spuren verschiedener Bau- und Umbauphasen.
Die klassizistische Westfassade ist von 1610. Die rundbogigen Arkaden der Seitenschiffes, deren nördliche sich vom Triumphbogen bis vor die (neue) Westfassade erstreckt, bestehen aus romanischen Rundbögen rechteckigen Querschnitts und ruhen auf Säulen, die abwechselnd von Blattkapitellen und sehr schlichten Kapitellen bekrönt sind. Die Seitenschiffsgewölbe sind gotische Kreuzrippengewölbe mit spitzbogigen Gurt- und Schildbögen.
Die Fenster der Seitenschiffe sind mit Ausnahme des nachträglich veränderten Westfensters des Nordseitenschiffs spitzbogig.
Die Hochschiffswände wurden (wohl 1651) erneuert und das Tonnengewölbe des Mittelschiffs ist etwas gedrückt, typisch für das 17. Jahrhundert. Die westlich der heutigen Fassade liegenden beiden Joche des Nordseitenschiffs werden heute als Sakristei genutzt. Um den erneuerten Bogen ihres Westfensters gibt es Spuren eines früheren Spitzbogens.

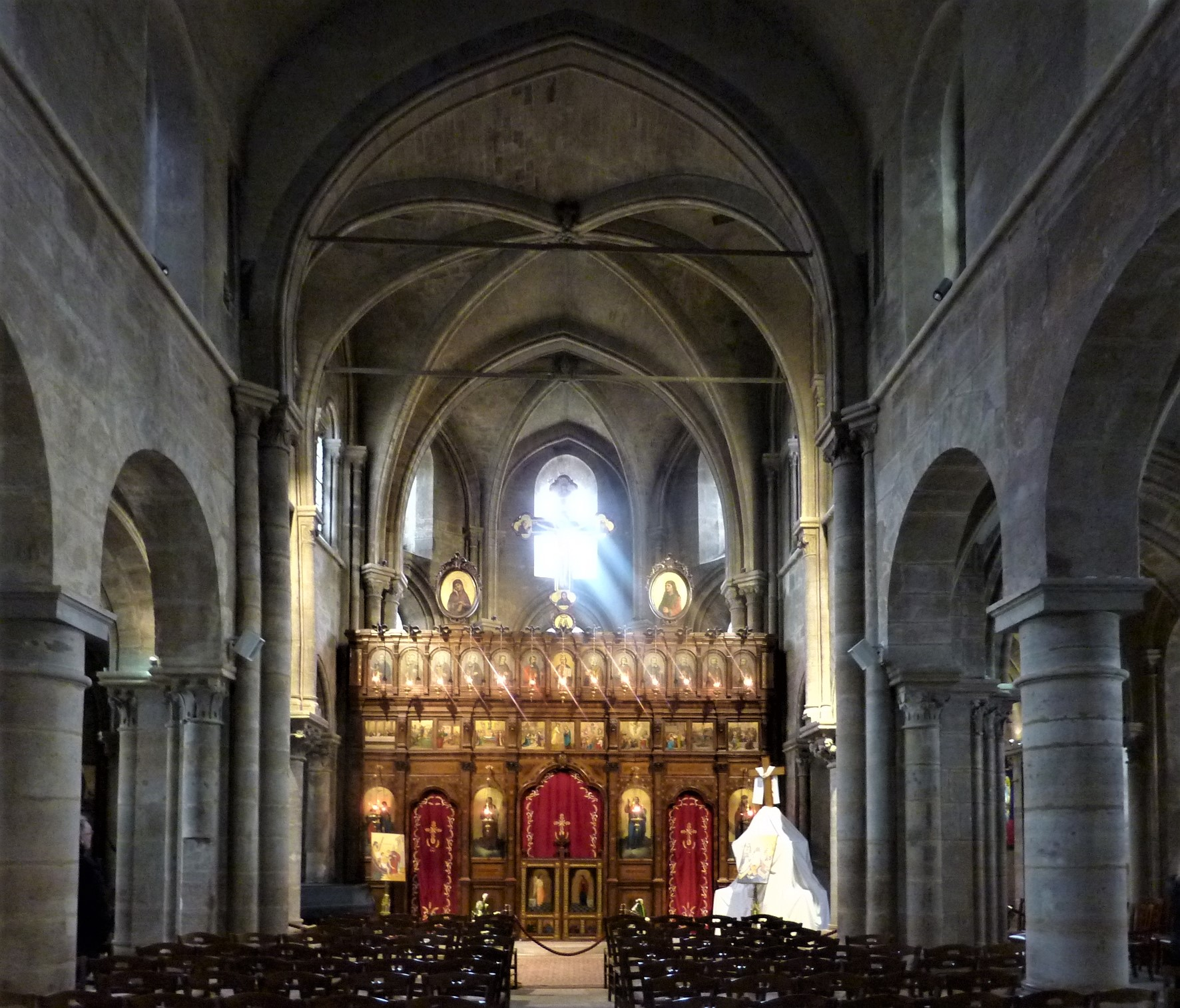
Langhaus Richtung Chor
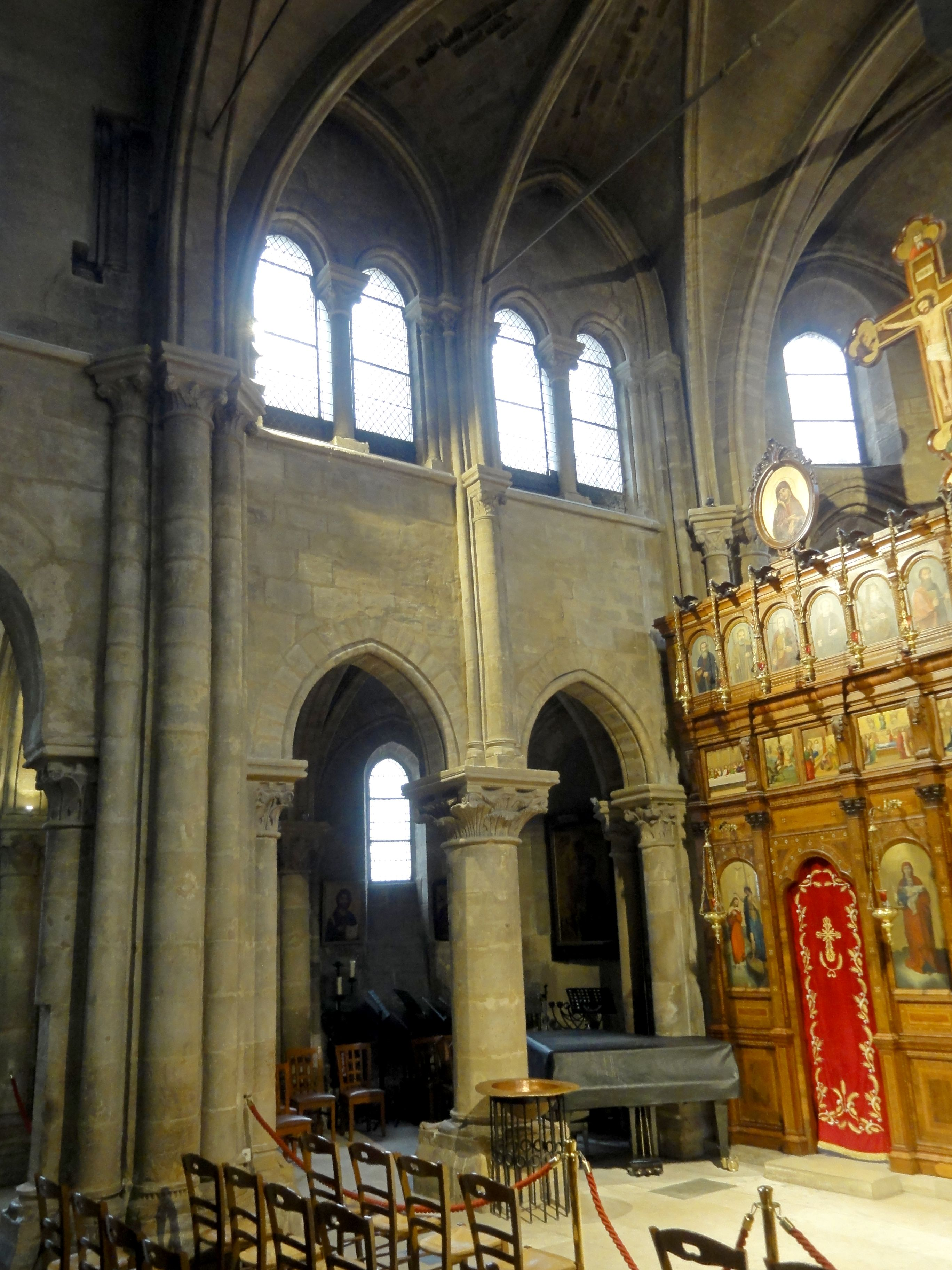
Chor, Arkade zur nördlichen Nebenkapelle
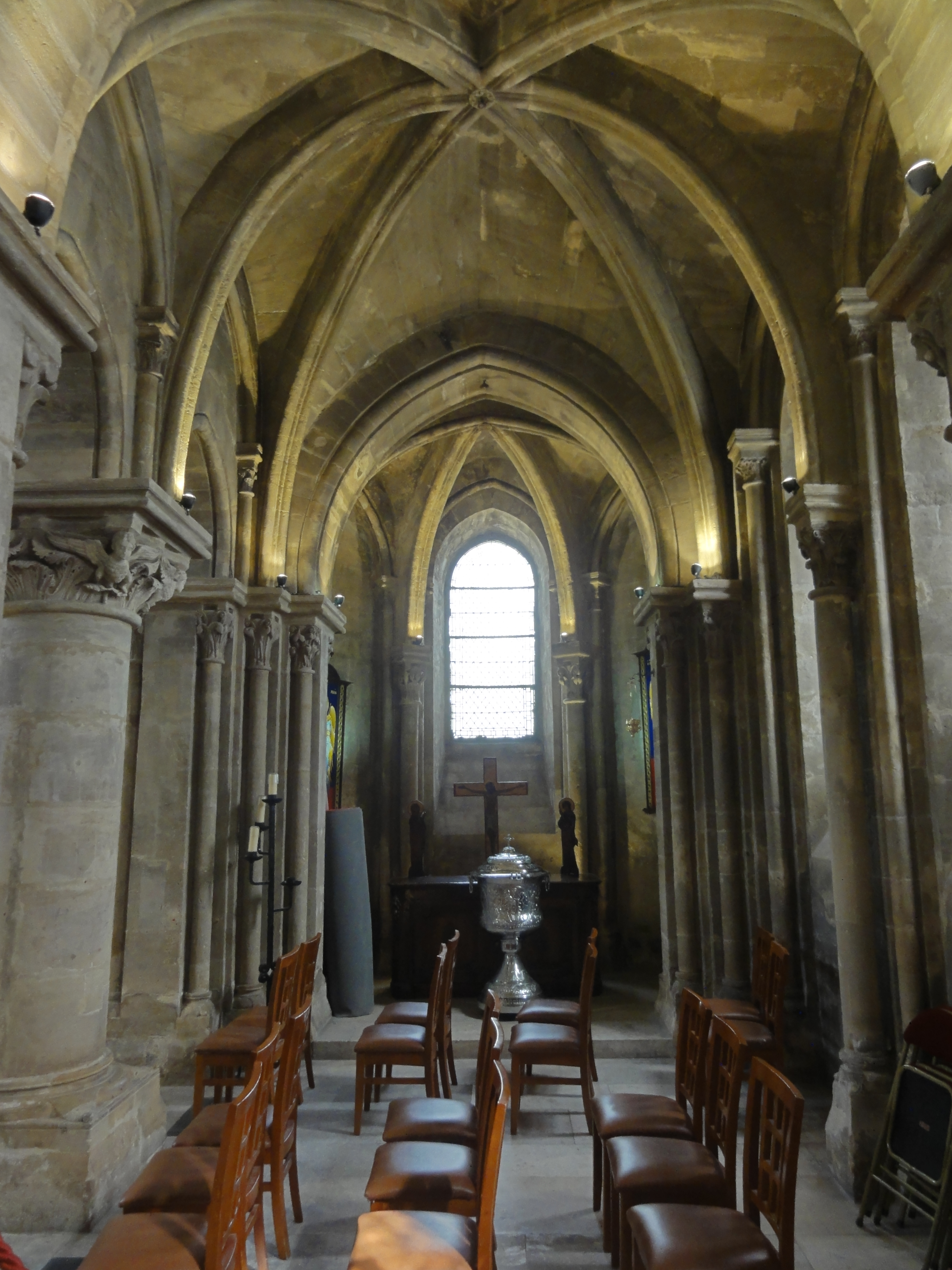
Südliche Nebenkapelle, sechsfeldriges spitzbogiges Rippengewölbe
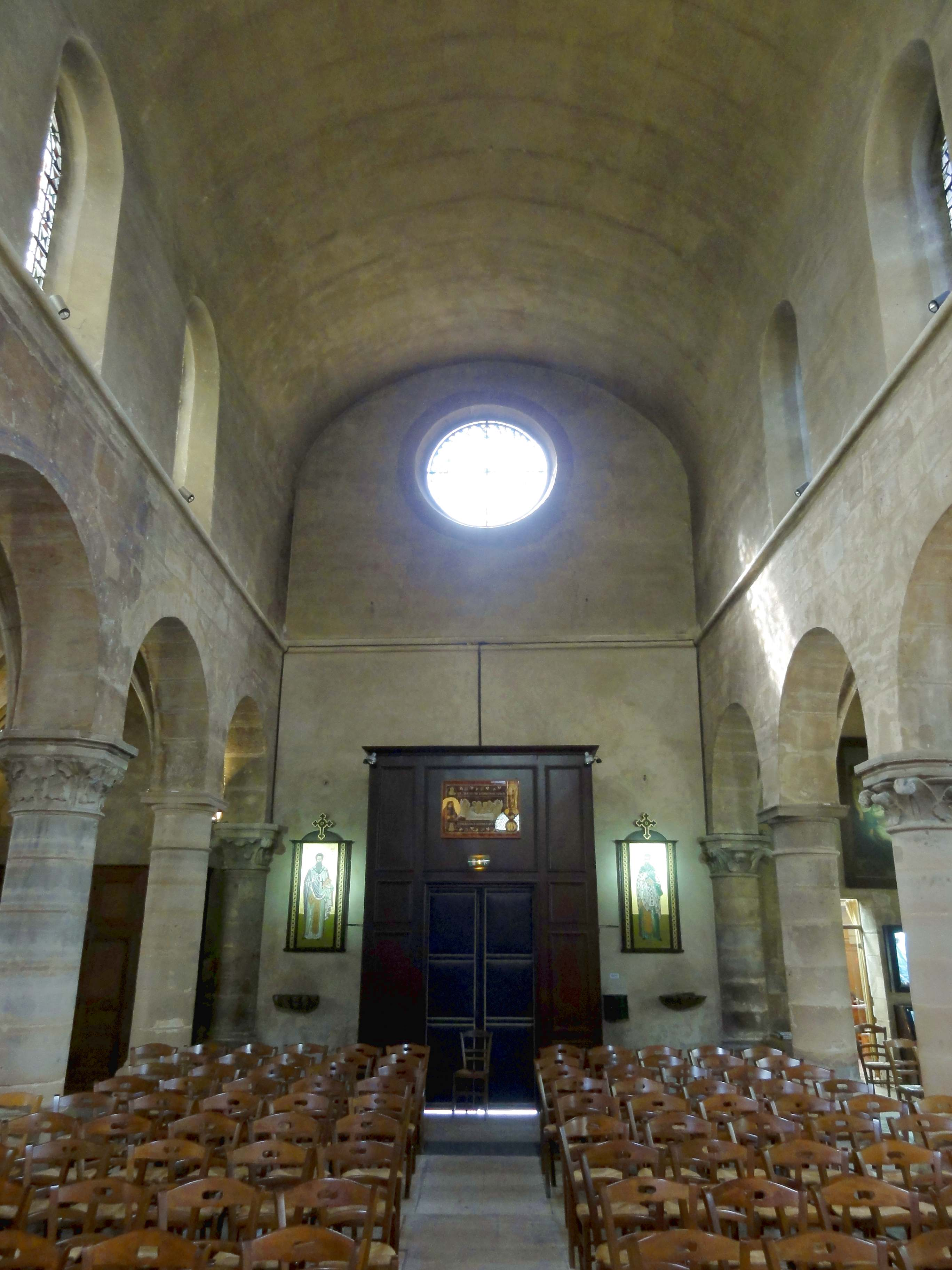
Mittelschiff, romanische Arkaden, barock gedrücktes Tonnengewölbe

Die Chorpartie aus Presbyterium und zwei Nebenkapellen, alle mit runden Apsiden, ist vollständig von Spitzbogenfenstern beleuchtet und mit spitzbogigen Rippengewölben gedeckt, alle Teile untereinander durch Spitzbogenarkaden verbunden und durch Spitzbögen an Mittelschiff und Seitenschiffe des Langhauses angeschlossen
Das Presbyterium besteht aus einem Rechteck mit sechsfeldrigem Doppeljoch und einer Apsis mit Schirmgewölbe, ebenso die südliche Nebenkapelle. Das Rechteckjoch der nördlichen Nebenkapelle hat ein vierfeldriges Gewölbe.
Da von den mittelalterlichen Bauteilen allein die Arkaden Rundbögen aufweisen, könnten sie trotz der Blattkapitelle jeder zweiten Säule schon vor 1160/70 entstanden sein.
Nördlich der Kirche steht in dem angrenzenden Park Square René Viviani der älteste Baum von Paris, eine 1601 gepflanzte Robinie.